# اتمیسم منطقی
اتمیسم منطقی (به انگلیسی:Logical atomism) یک دیدگاه فلسفی است که در اوایل قرن بیستم با توسعه فلسفه تحلیلی شکل گرفت. حمایت کننده اصلی آن برتراند راسل فیلسوف بریتانیایی بود. همچنین محققان عموماً بر این باورند که آثار اولیه شاگرد و همکار اتریشی الاصل او، لودویگ ویتگنشتاین، از نسخه‌ای از اتمیسم منطقی دفاع می‌کنند. برخی از فیلسوفان در حلقه وین نیز تحت تأثیر اتمیسم منطقی قرار گرفتند (به ویژه رودولف کارناپ، که عمیقاً با برخی از اهداف فلسفی آن، به ویژه در آثار قبلی خود، همدل بود). گوستاو برگمان (Gustav Bergmann) همچنین شکلی از اتمیسم منطقی را توسعه داد که بر زبان پدیدارگرایانه ایدئال تمرکز داشت، به ویژه در بحث‌های خود در مورد کار J.O. Urmson در تحلیل فلسفی.
نام این نوع نظریه در مارس ۱۹۱۱ توسط راسل در اثری به زبان فرانسوی با عنوان Le Réalisme analytique (که در ترجمه به عنوان «رئالیسم تحلیلی» در جلد ۶ مجموعه مقالات برتراند راسل منتشر شده) ابداع شد. راسل در حال توسعه و پاسخ به آن چیزی بود که او آن را «کلی‌گرایی منطقی» می‌نامید - یعنی این باور که جهان به گونه ای عمل می‌کند که هیچ بخشی را نمی‌توان بدون شناخت اول از «کلیت» شناخت. این باور مربوط به یگانه‌گرایی است و با ایده آلیسم مطلق که در آن زمان در بریتانیا حاکم بود، مرتبط است. انتقاد از یگانه‌گرایی در آثار راسل و همکارش جی.ای. مور می‌تواند به‌عنوان بسط انتقادی آنها از ایدئالیسم مطلق که در آثار F. H. Bradley و J. M. E. McTaggart نیز وجود داشته تفسیر شود. بنابراین اتمیسم منطقی را می‌توان به عنوان جایگزین توسعه یافته‌ای برای کل گرایی منطقی یا «منطق یگانه‌گرا» ایده‌آلیست‌های مطلق درک کرد.
این نظریه معتقد است که جهان متشکل از «حقایق» (یا «اتم‌ها») منطقی نهایی است که نمی‌توان آنها را بیش از این تجزیه کرد و هر کدام را می‌توان مستقل از واقعیت‌های دیگر فهمید. ویتگنشتاین که در اصل این موضع را در رساله منطقی-فلسفی خود مطرح کرد بود، در کتاب تحقیقات فلسفی آتی خود آنرا رد کرد.

## یاداداشت‌ها
1. ↑  facts